# Pedro María Artola
Pedro María Artola Urrutia (Andoain, 1948. szeptember 6. –) spanyol labdarúgókapus.

## Pályafutása

### Klubcsapatban
Andoainban született, Baszkföldön. 1970 és 0975 között a Real Sociedadban, 1975 és 1984 között a Barcelonában játszott. Az 1977–78-as szezonban megkapta a Zamora-díjat. 

### A válogatottban
A spanyol válogatottban egyetlen alkalommal sem lépett pályára. Részt vett az 1980-as Európa-bajnokságon.

## Sikerei, díjai
FC Barcelona
- Spanyol kupa (3): 1977–78, 1980–81, 1982–83
- Spanyol ligakupa (1): 1982–83,
- Spanyol szuperkupa (1): 1983,
- Kupagyőztesek Európa-kupája (2): 1978–79, 1981–82

Egyéni
- Zamora-díj (1): 1977–78

## Külső hivatkozások
- Pedro María Artola (angol nyelven). FootballDatabase.eu
- Pedro María Artola (német nyelven). kicker.de
- Pedro María Artola (angol, katalán, spanyol nyelven). BDFutbol.com
- Pedro María Artola adatlapja a worldfootball.net oldalon (angolul)